# Paohsziang-templom
A Paohsziang templom (egyszerűsített kínai írással: 宝相寺 ejtsd: pao hsziang szi (Bǎo xiāng sì)) egy kiváló állapotban megőrzött, illetve felújított, ezeréves buddhista templomegyüttes a kínai Santung tartományban található Csining város Vensang megyéjéban, ahol 1994-ben több Buddha relikviát tártak fel. Ebben a templomban tartják évente a Buddha fény fesztivált (Fo Kuang Csie). A templom 4A jelzést kapott a Turistalátványosságok besorolási kategóriáiban, amely a második legnagyobb jelzés (a legmagasabb szint az 5A).
A buddhista hagyományok szerint csupán 4 Buddha-fog ereklye maradt fenn. Egy van az Indra mennyországban, egy a Sárkány palotában, egy Srí Lankán (Srí Dalada Maligawa - a fog temploma) és egy a vensangi Paohsziang templom Herceg-sztúpájában. 1994. márciusában fedezték fel a Buddha-fog ereklyét az ezeréves Herceg-sztúpa karbantartása során. A foggal egy időben összesen 141 tárgyat találtak.